# 多紀安琢
多紀 安琢（たき あんたく、文政7年（1824年） - 明治9年（1876年）1月4日）は、江戸時代末期の幕府医官。号は雲従。安琢は通称であり、諱は元琰。

## 人物
江戸時代後期、医学館総裁を務めた多紀家の分家・矢の倉多紀家の第2代。父は医学館考証派の巨頭、多紀元堅（楽春院法印）。安政4年（1857年）の父の死により家督を相続、奥医師に任命され、同年12月16日に法眼に叙せられる。文久元年（1861年）12月16日、本家の多紀元佶・蘭方医として最初に奥医師に登用された伊東玄朴の両名と同日に法印に昇進し、養春院と称した。一時、病により奥医師の列を離れたが、元治元年（1864年）6月3日、寄合医師から奥医師に再任、将軍徳川家茂の御台所和宮親子内親王の主治医を勤める。慶応2年（1866年）7月16日、家茂が大坂城で病んだので、大膳亮弘玄院・遠田澄庵・高島祐庵・浅田宗伯らとともに大坂へ急派された。
上野戦争の翌日、駕籠で市中を通行していたところを薩摩藩士に誰何されたが「当時朝敵徳川慶喜家来多紀養春院」と署して通った、という山岡鉄舟ばりの逸話が伝えられている。
また、相撲を好んだという。村上もとかの漫画およびテレビドラマ『JIN-仁-』でも、好角家としての一面が描写されている。

## 関連作品
- 『JIN-仁-』 - 村上もとかの漫画作品、テレビドラマ版で演じた俳優は相島一之。